# Justicia isthmensis
Justicia isthmensis är en akantusväxtart som beskrevs av T. F. Daniel. Justicia isthmensis ingår i släktet Justicia och familjen akantusväxter. Inga underarter finns listade i Catalogue of Life.